# Dobrianka
Dobrianka (en ruso: Добрянка) es una ciudad del krai de Perm, en Rusia. Está situada a orillas del río Kama, en su confluencia con el Dobrianka, a 53 km al norte de Perm. Su población se elevaba a 35.814 habitantes en 2008. Era capital del raión Dobrianski hasta 1993, año en el que se suprimió. Forma, junto al asentamiento de tipo urbano de Poslana (13.159 hab. en 2006) y 112 poblaciones más (12.442 hab. en total en 2006), el ente administrativo Ciudad Dobrianka. Está unida al ferrocarril Perm - Kizel.

## Demografía
| 1959   | 1970   | 1979   | 1989   | 1996   | 2002   | 2008   |
| ------ | ------ | ------ | ------ | ------ | ------ | ------ |
| 15 500 | 18 300 | 22 200 | 35 317 | 37 900 | 36 436 | 35 814 |

## Historia
Dobrianka es probablemente una de las ciudades más viejas del krai de Perm. Es mencionada por primera vez en 1623. Se construyó una fábrica siderúrgica(propiedad de los Stróganov) en la confluencia del río Dobrianka y del Kama en 1752, alrededor de la cual se desarrolló el asentamiento. En 1943, recibe el estatus de ciudad. Una parte de la ciudad quedó bajo las aguas al construir el embalse del Kama.

## Industria y economía
La central térmica de Perm (OAO Пермская ГРЭС), construida en 1976, se encuentra en Dobrianka. Está coronada por una chimenea de 330m de altura. También son importantes las industrias madereras y de la construcción.

## Cultura y lugares de interés
En la parte no inundada por el embalse del Kama, se encuentran todavía algunos edificios del siglo XIX, como la iglesia de San Mitrovan de 1836, una escuela de 1845 y la capilla de Alejandro Nevski, de 1893. En Dobrianka existe desde 1967 un museo de historia local.